# تشارلز أ. ستافورد
تشارلز أ. ستافورد (بالإنجليزية: Charles A. Stafford)‏ هو طبيب عسكري أمريكي، ولد في 8 ديسمبر 1908، وتوفي في 3 مارس 1942.